# Paloma López Bermejo

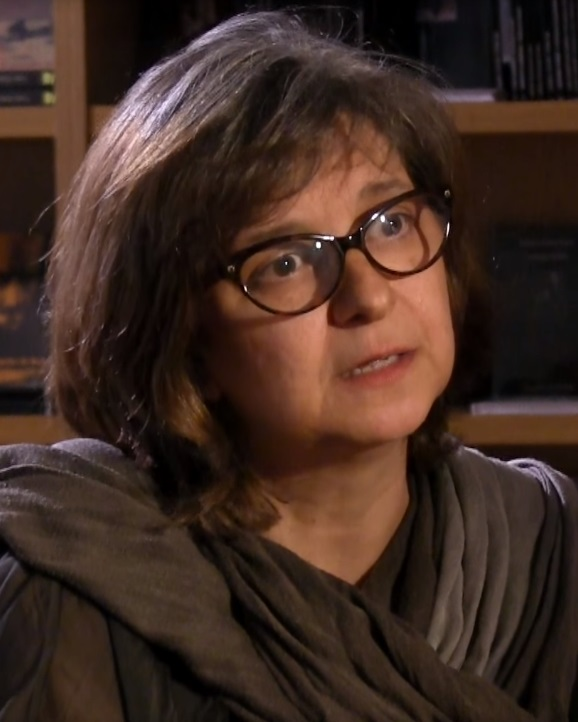
Paloma López Bermejo (2016)

Paloma López Bermejo (* 20. Februar 1962 in Madrid) ist eine spanische Politikerin (Izquierda Unida) und Gewerkschafterin. Sie war von 2014 bis 2019 Abgeordnete im Europäischen Parlament.

## Leben
Paloma López arbeitete von 1978 bis 1982 zunächst für verschiedene IT-Unternehmen (u. a. Secoinsa). 1982/1983 erlangte sie einen Abschluss zur EGB-Lehrerin (Educación General Básica) und Erzieherin für Menschen mit geistiger Behinderung. Von 1984 bis 1998 war sie als Erzieherin für die Behinderten-Hilfsorganisation Asociación Telefónica Asistencia a Minusválidos (ATAM) tätig, wo sie dem Betriebsrat vorstand. Ab 1996 war sie außerdem für die spanische Gewerkschaft Comisiones Obreras (CCOO) in verschiedenen Positionen tätig, so leitete sie dessen Sekretariat für Sozialpolitik und Migration in Madrid, das Sekretariat für Partizipation und Organisationsentwicklung und ab 2009 das Sekretariat für Arbeit und Migration der CCOO. Um an der Europawahl in Spanien 2014 teilnehmen zu können, musste sie gemäß den Gewerkschaftsstatuten ihre Aufgaben bei CCOO niederlegen.
2014 kandidierte Paloma López bei der Europawahl auf Platz 2 der Wahlliste „La Izquierda Plural“, einem Zusammenschluss linker Parteien wie der Izquierda Unida, der López angehört. Sie wurde gewählt und war vom 1. Juli 2014 bis 1. Juli 2019 Abgeordnete im Europäischen Parlament. Dort gehörte sie der Fraktion Die Linke im Europäischen Parlament – GUE/NGL an und war Mitglied im Ausschuss für Industrie, Forschung und Energie und in der Delegation für die Beziehungen zu den Maschrik-Ländern. 2018 gab López bekannt, bei der Europawahl in Spanien 2019 nicht mehr antreten zu wollen.
Im Juni 2021 wurde López zur Generalsekretärin der CCOO Madrid gewählt.